# Чапмен, Джордж
Джордж Чапмен (англ. George Chapman; ок. 1559 — 12 мая 1634, Лондон) — английский поэт, драматург и переводчик. Его переводы Гомера («Илиада», 1598—1611; «Одиссея», 1616; «Батрахомиомахия») вошли в историю англоязычной поэзии как канонические.

## Биография
В молодости Чапмен учился в Оксфордском университете, посетил объятые революционным волнением Нидерланды. В 1593 году выпустил философское размышление в духе стоицизма о ценности упорядоченной жизни, в 1596-м — гимн-прославление колониального предприятия Уолтера Рэли. Тема героя-воина, бросающего вызов судьбе, нашла продолжение и в его стихотворных трагедиях, сюжеты которых почерпнуты из современной истории, преимущественно французской. Это «Бюсси д’Амбуаз», «Заговор и трагедия Шарля, герцога Бирона».
После смерти Кристофера Марло Чапмен выступил в роли его душеприказчика, а также дописал оставшуюся неоконченной поэму Марло «Геро и Леандр» (1598). По мнению ряда шекспироведов, Чапмен — тот загадочный «поэт-соперник», которому Шекспир адресовал сонеты с 78 по 83. Иногда ему приписывают авторство поэмы «Жалоба влюблённой».
Современники знали Чапмена также как плодовитого комедиографа. Написанная им в содружестве с Беном Джонсоном и Джоном Марстоном комедия «Eastward Hoe» (1605) высмеивала наводнивших лондонский двор Якова I шотландцев, за что авторы были подвергнуты тюремному заключению.
Юный Джон Китс был вдохновлен чапменовским переводом Гомера на написание одного из самых прославленных сонетов — «On First Looking into Chapman’s Homer» (1816). Высоко ценил творчество Чапмена и Томас Элиот, считавший его одним из предшественников Джона Донна и поэтов-метафизиков.